# 津金沢利美
津金沢利美（つかねざわ としみ、1967年2月21日 - ）は、昭和時代に活躍した日本の陸上競技選手。元4×800mR日本最高記録保持者。元400m手動計時日本高校最高記録保持者。専門は400m。群馬県出身。
群馬県立富岡東高等学校に入学後、抜群のスプリント力を武器に日本のトップ選手へと躍り出た
1983年、インターハイに出場。400mで55秒51をマークして準優勝。800mでは2分8秒81の大会新記録をたたき出すも準優勝
1984年の日本選手権では4x400mRに出場。3分47秒88の日本高校新記録を樹立した
1984年11月3日、静岡県浜松市で開催された浜松中日カーニバルで4×800mRに出場。津金沢・松本昌子・稲付美穂・新井文子とつなぎ、8分47秒19の日本最高記録を樹立した
400mのベストは55秒51。手動計時日本高校最高記録（55秒4）を樹立したこともある。800mでも2分08秒81をマークしている。